# Rubén Ferrer
Rubén Darío Ferrer (né le 31 janvier 1975 à Rawson en Argentine) est un joueur de football argentin qui évoluait au poste d'attaquant.

## Palmarès
| Gimnasia y Esgrima La Plata - Championnat d'Argentine : - Vice-champion : 1998 (Ouverture). |  | Defensa y Justicia - Championnat d'Argentine D2 : - Meilleur buteur : 2006 (Clôture) (12 buts). |